# Égési sérülés
Az égési sérülés az izom- vagy hámszövet olyan sérülése, amelyet hő, elektromosság, vegyi anyagok, súrlódás vagy sugárzás okoz. Azt az égést, amely csak a bőr felszínét érinti, felületes vagy elsőfokú égésnek nevezik. Amikor a sérülés a mélyebb rétegek egy részéig hatol, akkor részleges mélységű vagy másodfokú égésről lehet beszélni. A teljes mélységű vagy harmadfokú égés esetén a sérülés a bőr minden rétegére kiterjed. A negyedfokú égés a mélyebb szöveteket, például az izom- vagy csontszövetet is károsítja. A forrázás az égési sérülés egyik fajtája, a bőrre kerülő, magas hőmérsékletű folyadék (víz, olaj, gőz) hatására.
Az orvostörténeti feljegyzések szerint már az ókori Egyiptomban és Kínában is alkalmaztak különféle égési kezeléseket, például mézet, gyantát vagy tealevelet a sebgyógyulás elősegítésére. A 19. században Guillaume Dupuytren francia sebész dolgozta ki az égési sérülések részletes osztályozását, amelynek alapelvei ma is beépülnek a modern orvosi gyakorlatba.
Az égési sérülések ellátásában igen fontos szerepet játszik az első 48 órában nyújtott megfelelő ellátás. A szükséges kezelés az égési sérülés súlyosságától függ. A felületes égések ellátása egyszerű fájdalomcsillapítókon kívül alig igényel többet, míg súlyos égések esetén hosszabb távú kezelésre lehet szükség az erre kialakított egészségügyi intézmények égés- és plasztikai sebészeti osztályain. A csapvízzel való lehűtés enyhítheti a fájdalmat és mérsékelheti a szöveti károsodást, bár a hosszas hűtés alacsony testhőmérséklethez vezethet.
Részleges mélységű égési sérülés esetén elősegítheti a gyógyulást a sérülés helyének vízzel és szappannal való megtisztítása és steril lappal való befedése. Az égési hólyagok kezelése nem egyértelmű, de célszerű azokat érintetlenül hagyni. A teljes mélységű égési sérülések általában sebészeti ellátást, például bőrátültetést tesznek szükségessé. Nagy kiterjedésű égési sérülések esetén gyakran nagy mennyiségű intravénás folyadékbevitel szükséges, mivel a későbbi gyulladásos reakció eredményeként jelentős a kapilláris folyadékveszteség és kialakulhat ödéma. Az égési sérülések hosszú távú kimenetele nagyban függ az égés kiterjedésétől, az érintett személy életkorától és egészségi állapotától is. Az égések leggyakoribb szövődményei fertőzésekhez kapcsolódnak.
Bár a nagy kiterjedésű égések nagyrészt végzetesek, az 1960 óta kifejlesztett modern kezelések jelentősen javították ezek gyógyulási esélyeit, főként a gyermekek és fiatalkorú felnőttek esetében. Globálisan évente körülbelül 11 millió ember igényel orvosi ellátást, és 300 000 ember hal bele égési sérüléseibe. Az Amerikai Egyesült Államokban évente több mint kétmillió embert kell égés miatt kezelni, és 3–4000 ember veszti életét, az égési centrumba utaltak körülbelül 4%-a hal bele sérüléseibe. Magyarországon világviszonylatban alacsonynak mondható az égési sérülések okozta halálesetek száma, ez több éves átlagban 100 000 lakosra számítva 1–1,5.
Az égési sérülések kezelése a katonai egészségügy fontos területe, különös tekintettel a modern fegyverek által okozott gyakori ilyen jellegű sebesülésekre.

## Tünetek
Az égési sérülések jellemzői azok mélységétől függően változóak. A felületes égések két-három napig tartó fájdalommal járnak, majd az ezt követő néhány nap alatt a bőr lehámlik. Akik súlyosabb égési sérülést szenvedtek, rossz közérzetre vagy fájdalom helyett inkább nyomásérzésre panaszkodhatnak. A teljes mélységű égési sérülések az enyhe érintésre vagy szúrásra teljesen érzéketlenek lehetnek. Míg a felületes égési sérülések jellemző módon piros színűek, a súlyos égések rózsaszínűek, fehérek vagy feketék. A száj körüli égések vagy az orrban levő megperzselődött szőrszálak a légutak égési sérülésére utalhatnak, de ezek a jelek nem teljesen megbízhatóak. Komolyabb légúti sérülés tünete lehet a légszomj, rekedtség, sípoló vagy ziháló légzés. A gyógyulás folyamata alatt gyakori a bőrviszketés (pruritusz), ami a felnőttek 90%-ánál és majdnem minden gyermeknél előfordul. Elektromos áram által okozott égési sérülés esetén az érzéketlenség vagy bizsergés hosszú ideig megmaradhat. Az égési sérülések érzelmi és lelki stresszállapotot is okozhatnak.
| Típus                                                       | Érintett rétegek                                                                      | Megjelenés                                                      | Felszín     | Érzet                       | Felépülési idő                  | Prognózis                                                                                                   | Példa                                                                 |
| ----------------------------------------------------------- | ------------------------------------------------------------------------------------- | --------------------------------------------------------------- | ----------- | --------------------------- | ------------------------------- | --- | --------------------------------------------------------------------- |
| Felületes (elsőfokú) combustio erythematosa                 | Epidermisz (felhám)                                                                   | Vörös, hólyagok nincsenek                                       | Száraz      | Fájdalmas                   | 5–10 nap                        | Jól gyógyul, de a napon való többszöri leégés növeli a későbbiekben kialakuló bőrrák és melanóma kockázatát | A napon való leégés tipikus elsőfokú égés.                            |
| Felületes, részleges mélységű (másodfokú) combustio bullosa | A felszíni (papilláris) irha rétegéig hatol.                                          | Kivörösödés, áttetsző hólyagokkal. Nyomás hatására elfehéredik. | Nedves      | Nagyon fájdalmas            | Kevesebb, mint 2–3 hét          | Helyi fertőzés/cellulitisz, de rendszerint nincs hegesedés                                                  | Másodfokú égés a hüvelykujjon                                         |
| Mély, részleges mélységű (másodfokú) combustio bullosa      | A dermisz mély (reticularis) rétegéig hatol                                           | Sárga vagy fehér. Kevésbé fehéredik. Felhólyagosodhat.          | Elég száraz | Feszítő, kényelmetlen érzés | 3–8 hét                         | Hegesedés, zsugorodás (kimetszést és bőrátültetést tehet szükségessé)                                       | Forrázás okozta mély másodfokú égés                                   |
| Teljes mélységű (harmadfokú) combustio gangraenosa          | Az irha teljes mélységére kiterjed                                                    | Merev és fehér vagy barna Nyomásra nem fehéredik                | Kemény      | Fájdalmatlan                | Hosszas (hónapok) és nem teljes | Hegesedés, zsugorodások, sebészi eltávolítás (korai kimetszés javasolt)                                     | Motorkerékpár kipufogócsöve által okozott nyolcnapos harmadfokú égés. |
| Negyedfokú carbonisatio                                     | A bőr teljes vastagságára kiterjed, érinti a bőr alatti zsír-, izom- és csontszövetet | Fekete; elszenesedett, égési pörkökkel                          | Száraz      | Fájdalmatlan                | Kimetszés szükséges             | Amputáció, jelentős funkcionális károsodás és esetenként halál.                                             | negyedfokú égési sérülés                                              |

## Kiváltó tényezők
Az égési sérüléseket különböző külső kiváltó tényezők okozhatják. Az égés a hőhatás típusa szerint forrázás, lángégés, kontaktégés, elektromos áram okozta, sugárzás okozta és vegyi égés lehet. Az Egyesült Államokban az égési sérülések leggyakoribb okai: tűz vagy láng (44%), forrázás (33%), forró tárgyak (9%), elektromos áram (4%), vegyszerek (3%). Az égési sérülések többsége otthon (69%) vagy a munkahelyen (9%) történik, és legtöbbjük baleset következménye, 2%-ukat mások általi támadás okozza, 1–2%-uk pedig öngyilkossági kísérlet következtében lép fel. Egyes kiváltó tényezők belélegzés útján a légutakba és/vagy a tüdőbe juthatnak, ami az esetek körülbelül 6%-ában fordul elő.
Az égési sérülések leginkább a szegényeknél fordulnak elő. A dohányzás kockázati tényezőnek számít, az alkoholfogyasztás ugyanakkor közvetlenül nem. A tűz okozta égések általában gyakoribbak a hidegebb égtájakon. A fejlődő országokra jellemző kockázati tényezők közé tartozik a nyílt tűzön vagy a földön történő sütés-főzés, valamint a fejlődési fogyatékosság gyermekek esetében és a krónikus betegségek felnőttek esetében.

### Hőhatás
Az Egyesült Államokban az égési sérüléseket leggyakrabban tűz és forró folyadékok okozzák. A házakban kiütő halálos tűzesetek 25%-át dohányzás okozza, 22%-át pedig különféle fűtőberendezések. A sérülések csaknem fele tűzoltás közben történik. A forrázást forró folyadék vagy gáz okozza, és a leggyakrabban forró itallal, a fürdőszobában vagy zuhanyzóban használt magas hőmérsékletű csapvízzel, forró sütőolajjal vagy gőzzel történik. A forrázási sérülések az öt év alatti gyermekeknél a leggyakoribbak, és az Egyesült Államokban, valamint Ausztráliában a sérülteknek ez a csoportja teszi ki az összes égési sérülés kétharmadát. A forró tárgyak megérintése a gyermekek égési sérüléseinek körülbelül 20-30%-át okozza. A forrázás általában első- vagy másodfokú égést okoz, de – főként huzamosabb érintkezés esetében – harmadfokú égést is eredményezhet. Ünnepek idején a tűzijátékok sok országban az égési sérülések gyakori okozói. Ez a kockázati tényező különösen jellemző serdülőkorú fiúk körében.

### Vegyszer
Az égési sérülések 2–11%-át vegyszerek okozzák, és ennek tudható be az égési sérülésekkel összefüggő halálesetek közel 30%-a. Vegyi égést több mint 25 000 féle vegyület okozhat. Ezek többsége vagy erős lúg (55%), vagy erős sav (26%). A vegyi égés miatti halálesetek többsége ezek lenyelésének következménye. A leggyakoribb ilyen vegyszerek közé tartozik többek között a vécétisztítószerekben található kénsav, a fehérítőben található nátrium-hipoklorit és a festékoldó szerekben található halogénezett szénhidrogének. A hidrogén-fluorid (régies nevén fluor-hidrogén sav vagy fluorsav) különösen mély égési sérülést okoz, és előfordulhat, hogy a tünetek a kontaktus után csak egy bizonyos idő elteltével jelentkeznek. A hangyasav jelentős számú vörösvérsejt lebomlását okozhatja.

### Elektromos
Az elektromos áram okozta égéseket vagy sérüléseket nagyfeszültségű (1000 voltos vagy annál nagyobb), kisfeszültségű (1000 voltnál kisebb), vagy elektromos ív okozta égési sebekre osztjuk. Gyermekeknél az elektromos égési sérüléseket leggyakrabban elektromos vezeték (60%) és az elektromos aljzat (14%) okozza. Villámcsapás is okozhat elektromos égési sérülést. A villámcsapás kockázati tényezői közé tartoznak az olyan szabadtéri tevékenységek, mint például a hegymászás, a golf és terepsportok, valamint a szabadban végzett munka. A villámcsapás általi halálozás aránya körülbelül 10%.
Míg az elektromos sérülések elsősorban égési sérülésekhez vezetnek, következményük lehet még a tompa ütés miatti trauma vagy izomösszehúzódás okozta törés vagy ficam is. A nagyfeszültségű áramütések többségénél a károsodás nagyrészt belső, ezért mértéke nem mérhető fel kizárólag a bőr vizsgálatával. A kis- és a nagyfeszültségű árammal való kontaktus egyaránt okozhat szívritmuszavart vagy szívmegállást.

### Sugárzás
A sugárzás okozta égéseket kiválthatja például a napból, szoláriumból vagy ívhegesztésből származó ibolyántúli sugárzás, vagy például sugárkezelésből, röntgensugárzásból vagy radioaktív porból származó) ionizáló sugárzás. A sugárzás okozta égések és általában a felületes égések leggyakoribb oka a napsugárzás. Bőrtípustól függően jelentősen változó, hogy ki mennyire fogékony leégésre a napon. Az ionizáló sugárzás bőrre gyakorolt hatása attól függ, hogy az illető terület milyen mértékben volt kitéve a sugárzásnak: 3 Gy-nyi sugárdózis után hajhullás, 10 Gy után bőrpír, 20 Gy után nedvedző bőrhámlás, 30 Gy után a bőr elhalása (nekrózisa) figyelhető meg. A bőrpír általában csak bizonyos idő elteltével jelenik meg. A sugárzás okozta égéseket ugyanúgy kezelik, mint más égéseket. A mikrohullám okozta égések a mikrohullámmal végzett melegítés során fordulnak elő. Akár két másodpercnyi sugárhatás is okozhat sérülést, az ilyen eset azonban ritka.

### Nem baleset okozta égések
A forrázás, illetve tűz okozta égési sérülés miatt kórházba utaltak 3–10%-a bántalmazás áldozata. Ezeknek az égési sérüléseknek az okai közé tartozik a gyermekbántalmazás, a személyes viták, a házastársak közti erőszak, az idősek bántalmazása és az üzleti viták. A merítés okozta égési sérülés vagy merítés okozta forrázás gyermekbántalmazásra utalhat. A sérülés akkor keletkezik, amikor az egyik végtagot vagy az altestet (a far vagy a gáttájék) forró vízbe merítik. Jellemzően élesen kirajzolódó felső határvonala van, és gyakran szimmetrikus. A bántalmazást nagymértékben valószínűsítő egyéb jelek közé tartozik a körkörös égés, a spriccelés nyomainak a hiánya, az egyenletes mélységű égés, valamint az ezekhez társuló – gondatlanságra vagy bántalmazásra utaló – egyéb jelek.
A menyasszonyégetés (a családon belüli erőszak egy formája) előfordul egyes kultúrákban. Indiában például előfordul, hogy az új asszonyt elégetik, amennyiben a férj vagy annak családja nem tartja elegendőnek a hozományt. Pakisztánban a sav marta sebek a szándékosan okozott égési sérülések 13%-át képezik, és gyakran összefüggenek a családon belüli erőszakkal. Az önégetés (önfelgyújtás tiltakozó szándékkal) szintén viszonylag gyakori az indiai nők körében.

## Kórélettan
44 °C (111 °F) foknál magasabb hőmérsékleten a fehérjék elvesztik háromdimenziós formájukat, és megindul a lebomlás folyamata. Ez a sejtek és szövetek károsodásához vezet. Az égés közvetlen egészségkárosító hatásai közül a legjelentősebb, hogy megzavarja a bőr normál működését, többek között a bőrérzékelést, a párologtatáson keresztül történő vízveszteséget gátló funkciót és a testhőmérséklet szabályozását. A sejtmembránok zavara következtében a sejtek a sejten kívüli térbe káliumot bocsátanak ki, és helyette vizet és nátriumot vesznek fel.

Az égési sérülések osztályozása

Nagy kiterjedésű (a teljes testfelszín több mint 30%-át érintő) égési sérülés esetén jelentős gyulladásos reakcióval is számolni kell. Ez a hajszálereken keresztül történő jelentős folyadékveszteséghez, majd szöveti ödémához vezet. Ez általános vértömegveszteséget okoz, míg a megmaradó vér jelentős plazmavesztést szenved, amely a vér állagát koncentráltabbá teszi. Az olyan szervek rossz vérellátása, mint a vese és a tápcsatorna, veseelégtelenséget és gyomorfekélyt válthat ki.
A megnövekedett szintű katekolamin és kortizol hipermetabolikus állapotot eredményezhet, amely akár évekig is eltarthat. Ez megnövekedett perctérfogattal, felgyorsuló anyagcserével, felgyorsult szívveréssel és az immunműködés legyengülésével jár együtt.

## Diagnózis
Az égési sebek mélységük, a sérülés mechanizmusa és mértéke, valamint a társuló sérülések szerint osztályozhatók. Az osztályozás leggyakrabban a sérülés mélysége alapján történik. Az égés mélysége rendszerint fizikális vizsgálat alapján meghatározható, de előfordul a biopszia alkalmazása is. Megtörténhet, hogy egyetlen vizsgálattal nem dönthető el a sérülés pontos mélysége, és ezért néhány napon belül a vizsgálat megismétlésére van szükség. Amennyiben a sérült személy fejfájásra vagy szédülésre panaszkodik és égési sebei is vannak, gondolni kell a szén-monoxid-mérgezés lehetőségére is. A ciánmérgezés lehetősége is megfontolandó.

### Kiterjedés

Az égésbetegség mértékének becslése a 9-es szabály alapján.

Az égési sérülés kiterjedését a teljes testfelszínhez viszonyított százalékban fejezik ki, amit befolyásol az is, hogy másod- vagy harmadfokú égési sérülésről van-e szó. A vöröses színű és nem felhólyagosodó elsőfokú égési sebek nem tartoznak ide. A legtöbb égési sérülés (az esetek 70%-ában) a teljes testfelszín kevesebb mint 10%-át érinti.
A teljes testfelszín meghatározására több módszer is rendelkezésre áll, többek között a „kilences szabály”, a Lund–Browder-séma, valamint a tenyér mérete alapján készített becslések. A kilences szabályt könnyű megjegyezni, de ez csak a 16 év feletti személyek esetén pontos. A Lund–Browder-séma használatával pontosabb becslések készíthetők. Ezek figyelembe veszik a felnőttek és a gyermekek eltérő testfelépítési arányait. Egy ember kézlenyomata (a tenyér és a kézujjak együttes lenyomata) megközelítőleg az illető teljes testfelszínének 1%-át adja, így ha a sérült bőrfelület nagysága egy tenyérnyi, akkor az a testfelület egy százalékát jelenti.

#### Az égési sérülés kiterjedésének becslése (a 9%-os szabály)
| Sérült testrész | Felnőtt (%) | Gyermek 1 éves (%)[40] |
| --------------- | ----------- | ---------------------- |
| Tenyér          | 1           | 1                      |
| Fej             | 9           | 19                     |
| Felső végtag    | 9           | 9,5                    |
| Felső test      | 36          | 32                     |
| Alsó végtag     | 18          | 15                     |

### Súlyossági fokozatok
| Könnyű                                     | Középsúlyos                             | Súlyos                                              |
| ------------------------------------------ | --------------------------------------- | --------------------------------------------------- |
| Felnőtt: a testfelszín 10%-a alatt         | Felnőtt: a testfelszín 10–20%-a         | Felnőtt: a testfelszín 20%-a felett                 |
| Fiatal vagy idős: a testfelszín 5%-a alatt | Fiatal vagy idős: a testfelszín 5–10%-a | Fiatal vagy idős: a testfelszín 10%-a felett        |
| Teljes mélységű égés 2% alatt              | Teljes mélységű égés 2–5% között        | Teljes mélységű égés 5% felett                      |
|                                            | Nagyfeszültség okozta sérülés           | Nagyfeszültség okozta égési sérülés                 |
|                                            | Valószínűleg belégzés okozta sérülés    | Bizonyítottan belégzés okozta sérülés               |
|                                            | Körülhatárolható égési sérülés          | Arc, ízületek, kéz vagy láb jelentős égési sérülése |
|                                            | Egyéb egészségügyi problémák            | Kapcsolódó sérülések                                |

Annak eldöntésére, hogy szükséges-e az égési sérült beutalása az égési sérülésekre specializálódott osztályra, az Amerikai Égési Egyesület kidolgozott egy osztályozási rendszert. Eszerint az égési sérülés foka lehet súlyos, középsúlyos vagy könnyű. Ennek felmérésére különböző tényezőket vesznek alapul, többek között az érintett bőrfelület nagyságát, az anatómiailag érintett területeket, a sérült életkorát, valamint egyéb, kapcsolódó sérüléseket. Az enyhe égési sérülések ellátása többnyire otthon is megoldható, a középsúlyos égési sérülések kezelésére gyakran kórházi ápolás szükséges, míg a súlyos égési sérülteket erre szakosodott égési centrumokban látják el.

## Megelőzés
A tapasztalatok szerint az égési sérülések fele megelőzhető lett volna. Az égési sérülések megelőzését szolgáló eljárások a súlyos sérülések előfordulási arányát jelentős mértékben csökkentették. A megelőző intézkedések közé tartozik a forró víz maximális hőmérsékletének megszabása, a füstriasztók és az önműködő tűzoltó készülékek használata, a megfelelő szerkezeti szabályok szerinti építkezés és tűzálló védőruházat viselete. Szakértői javaslat alapján a vízmelegítők hőmérsékletét ajánlott 48,8 °C (119,8 °F) alatt tartani. A forrázásból eredő sérülések megelőzésére megoldás lehet a fürdővíz hőmérsékletének hőmérővel történő ellenőrzése és fröccsenésgátlók felszerelése a tűzhelyekre. Bár a tűzijátékokra vonatkozó előírások kihatása nem teljesen egyértelmű, az eddigi tapasztalatok alapján előnyökkel járnak. Ezek közé tartozik az a javaslat, amely szerint korlátoznák a tűzijátékok gyermekek részére történő értékesítését.

### Az égési sérülés megelőzése gyermekeknél
A gyermekkori égési sérülések java része odafigyeléssel és néhány elővigyázatossági intézkedéssel elkerülhető lenne. Általában az alábbiakat szokták javasolni:
- Füstérzékelők beszerelése a lakásba
- A szülő megtaníthatja a gyufa helyes használatára gyermekét
- Az egyértelműen veszélyes területektől (kandalló vagy gáztűzhely) ajánlott távol tartani a gyereket
- Zuhanyozásnál a szülő jelenlétével megakadályozhatja, hogy a gyerek véletlenül leforrázza magát
- Gázgyújtásnál a felcsapó láng megégetheti a kíváncsi kisgyereket
- Nem célszerű a gyermeket magára hagyni, különösen főzés közben, hiszen könnyen magukra boríthatják a forró vízzel teli fazekat
- Az elektromos konnektorok veszélyesek a gyermekekre, ezért előnyös, ha azok nem elérhetőek a számukra
- Lángoló ruházat esetén a pánikszerű rohanás csak ront a helyzeten, a földön gurulva nagyobb esély van a tűz eloltására

Égési sérülések előfordulási gyakorisága életkoronként
- 1–4 évesek – 20%
- 5–14 évesek – 10%
- 15–64 évesek – 60%
- 65 év felett – 10%

## Kezelés

### Elsősegélynyújtás
Az égési sérült ellátását alapvetően az égés súlyossága, a sérülés oka, a beteg általános állapota és a segítségnyújtók száma határozza meg. Szükség szerint értesítendők a tűzoltók, a mentők és a rendőrség. Fontos, hogy az elsősegélynyújtók meggyőződjenek a helyszín biztonságosságáról és csak akkor kezdjék meg a beteg ellátását, ha azzal saját magukat nem veszélyeztetik. Ha az égést kiváltó okot sikerült megszüntetni, a sérült nyugalomba helyezhető, állapotától függően ülő vagy fekvő helyzetben. Enyhe, felületes égési sérülés hideg csapvízzel hűthető, majd kötszerrel fedhető, jég használatát nem javasolják. Fájdalomcsillapításra NSAID-ok alkalmasak. (pl. paracetamol, metamizol, acetilszalicilsav) Az égett területre krémeket, kenőcsöket, olajokat nem ajánlott tenni. Súlyosabb égési sérülések esetén a beteg szakellátásra szorul, a mentők kiérkezéséig az alapvető életfunkciók (légzés, keringés) ellenőrzését, azok hiánya esetén az újraélesztés megkezdését javasolják. Az égett felületbe ragadt ruhát nem tanácsolják eltávolítani, se vízzel hűteni, pusztán a sérülés tiszta fedését ajánlják, illetve az égett testrészek felpolcolását.

### Seb ellátása
A mielőbbi hűtés (az égés keletkezésétől számított 30 percen belül) csökkenti az égési sérülés mélységét és a fájdalmat, de a túlzott hűtés kerülendő, mivel hipotermiához vezethet. Végezhető hideg (10–25 °C hőmérsékletű), de nem jeges vízzel, mert ez utóbbi további sérülést okozhat. A vegyi anyagok okozta égési sérülésnél bőséges öblítésre lehet szükség. A sebellátás nagyon fontos eleme a szappannal és vízzel történő átmosás, az elhalt szövetek eltávolítása és a megfelelő sebkötözés. Még nem egészen tisztázott, hogy mi a teendő a sértetlen, ép hólyagokkal, de az eddigi tapasztalatok alapján célszerű az ilyen hólyagokat érintetlenül hagyni. A másodfokú égési sérüléseket két nap elteltével ismét fel kell mérni.
Első- és másodfokú égési sérüléseknél kevés megbízható adat van arra nézve, hogy milyen kötözéstípust tanácsos alkalmazni. Az elsőfokú égési sérülések kötözés nélküli kezelése teljesen elfogadható. Bár sokan javasolják az antibiotikumokkal történő helyi kezelést, ezek használatát kevés megbízható bizonyíték támasztja alá. Az ezüst-szulfadiazin (antimikrobás szer) késlelteti a gyógyulást. Az ezüstöt tartalmazó kötszerek vagy a negatív-nyomású sebkezelés alkalmazásának kedvező hatását nem támasztja alá elegendő orvosi bizonyíték.

### Újraélesztés
Az újraélesztés az égési sérült légútjainak, légzésének és keringésének felmérésével és stabilizálásával kezdődik. Amennyiben felmerül a belégzésből származó sérülés gyanúja, szükség lehet a mielőbbi intubálásra. Ezt követi az égési seb ellátása. Kiterjedt égési sérülés esetén ajánlott a sérültet tiszta lepedőbe burkolni a kórházba szállítás előtt. Mivel az égési sebek könnyen elfertőződhetnek, ajánlott tetanusz emlékeztető oltást adni, amennyiben az illető az előző öt évben nem kapott tetanusz elleni védőoltást. Az Egyesült Államokban a sürgősségi osztályra kerülő égési sérültek 95%-a helyben ellátható és hazabocsátható, a fennmaradó 5% kórházi kezelést igényel. Súlyos égési sérülés esetén fontos, hogy a beteg mielőbb táplálékot kapjon. A nagynyomású oxigénkezelés az egyéb, hagyományos kezelési módok hasznos kiegészítője lehet.

### Intravénás folyadékpótlás
Gyenge szöveti vérellátás esetén bolus formájában történő izotóniás krisztalloid oldat adása szükséges. Gyermekeknél a testfelszín 10–20%-át, míg felnőtteknél a testfelszín 15%-át meghaladó kiterjedésű égések szabályos folyadékreszuszcitációt és folyamatos megfigyelést igényelnek. Ezt lehetőség szerint már a kórházi felvétel előtt meg kell kezdeni azoknál a sérülteknél, akiknek égési sérülése meghaladja a testfelszín 25%-át. A Parkland-formula segítségével megállapítható az első 24 órában szükséges intravénásan adott folyadék mennyisége. A formula alapján adandó folyadék mennyisége az égési sérült testfelszínének nagyságától és testsúlyától függ. A folyadék felét az első 8 óra folyamán, míg a fennmaradó részt a további 16 óra alatt kell beadni. A megadott időt az égési sérülés keletkezésének idejétől, és nem a folyadékreszuszcitáció megkezdésétől számítják. A gyermekek további folyadékkezelést is igényelnek, többek között glükóz adása szükséges. A belégzésből eredő sérülések kezeléséhez több folyadék beadása szükséges. Bár a nem megfelelően végzett folyadékreszuszcitáció problémákat okozhat, a túlzott folyadékpótlás szintén káros lehet. A formulák csak útmutatóként szolgálnak, és az infúzió mennyiségét ideális esetben a vizeletkiválasztás mennyiségéhez kell igazítani, ha az felnőtteknél több mint 30 ml/óra és gyermekeknél több mint >1 ml/kg, valamint az artériás nyomás középértéke nagyobb mint 60 Hgmm.
Míg a Ringer-laktát oldat alkalmazása gyakori, nincs arra vonatkozó bizonyíték, hogy a normál sóoldatnál megfelelőbb lenne. A krisztalloid oldatok pontosan ugyanolyan megfelelőnek tűnnek, mint a kolloid folyadékok. Vérátömlesztésre ritkán van szükség. Rendszerint csak akkor javasolt, ha a hemoglobin szint 60–80 g/l (6–8 g/dl) alá süllyed, mivel ez további komplikációkkal járhat. Szükség esetén intravénás katéter is elhelyezhető az égett bőrön keresztül, továbbá csontvelő-infúzió is alkalmazható.

### Gyógyszerek
Az égés nagyon fájdalmas lehet, és a fájdalomcsillapítás sokféle módszere áll rendelkezésre. Ezek közé tartoznak az egyszerű fájdalomcsillapítók (például ibuprofén és acetaminofen) és az opioidok (például a morfium). A fájdalomcsillapítókon kívül benzodiazepinek is alkalmazhatók a szorongás enyhítésére. A gyógyulási folyamat során a viszketés enyhítésére alkalmazhatók antihisztaminok, masszázs, vagy transzkután idegstimuláció. Az antihisztaminok azonban csak az esetek 20%-ában hatékonyak ilyen célból. Az eddigi tapasztalatok alapján feltehető, hogy hatásos lehet a gabapentin, alkalmazása célszerű lehet azoknál, akiknél antihisztaminokkal nem tapasztalható javulást.
Intravénásan adott antibiotikumok ajánlottak a nagyobb kiterjedésű (a testfelszín 60%-át meghaladó) égési sérülések miatti műtétek előtt. 2008 óta az iránymutatások nem javasolják általános alkalmazásukat az antibiotikum-ellenállás és a gombás fertőzések fokozott kockázatával kapcsolatos aggályok miatt. Az eddigi tapasztalatok azonban arra utalnak, hogy az antibiotikumok javíthatják a túlélési arányokat a nagy kiterjedésű és súlyos égési sérülést szenvedett egyéneknél. Az eritropoetin nem bizonyult hatásosnak égési sérülteknél az anémia megelőzésében vagy kezelésében. A hidrogén-fluorid okozta égési sérüléseknél kifejezetten erre a célra alkalmazott ellenszer a kalcium-glukonát, és adható mind intravénásan, mind helyileg.

### Műtét
Mielőbbi beavatkozás szükséges azoknál a sebeknél, amelyek sebészeti úton történő lefedést igényelnek sajátbőr-átültetéssel (grafting) vagy lebenyplasztikával (többnyire minden olyan égési sérülésnél, amely kis méretű, teljes mélységű égésnél súlyosabb). A végtagok vagy a mellkas körkörös égési sérülésekor az elhalt bőr sürgős műtéti eltávolítása (escharotomia) szükséges. Erre a disztális keringési és légzési problémák megelőzése érdekében van szükség. Nem egyértelmű, hogy ez a beavatkozás eredményes-e a nyak vagy az ujjak égési sérülése esetén. Az izompólya felhasítására lehet szükség elektromos áram okozta égési sérülések esetén.

### A táplálkozás terápia (hiánybetegségek), diéta
Súlyosabb égési sérülések során a szervezetben fokozódik az alapanyagcsere, a lebontó, ún. katabolikus folyamatok túlsúlyba kerülnek. A táplálkozás ellenőrzése figyelmet igényel, mert folyadékfelvételre, fehérje-, és vitaminpótlásra, a nyomelemek szervezetbe juttatására a sebgyógyulás érdekében szükség van. A diétát (12 000-24 000 kJ/nap) a lehető leghamarabb kívánatos elkezdeni a megfelelő mennyiségű vitaminokkal együtt. Az akut fázisban célszerű kombinálni a parenterális és enterális táplálást.

### Az égési sérülések korszerű korai ellátásának jelentősége
Az égési sérülés, valamint az égésbetegség kialakulásának lényeges eleme a korai, korszerű ellátás. A túlélési esélyt befolyásoló tényezőket, melyek közül a sérülés mélysége, és kiterjedése kiemelkedő jelentőséggel rendelkezik. Az égés során keletkező szövetkárosodás mértékét nagymértékben befolyásolják az égés bekövetkezése utáni cselekvések. Hőelvonó tulajdonságú anyag alkalmazása csökkenti a károsodás mértékét. Ha a betegnél a nem időben történő, vagy nem megfelelő kezelés következtében sokkos állapot jön létre, az a sérülés elmélyülése révén is kihatással van a beteg túlélési esélyeire. Az égési sérülések korszerű korai ellátása meghatározó jellegű, mind a gyógyulás kozmetikai vonatkozásában, mind a beteg túlélési esélyét illetően.[forrás?]

### Égési sérülés ellátása gyermekeknél
Mivel az égési sérülések jelentős része gyermekeknél következik be, a gyermekgyógyászat fontos részét képezi az égési sérülések ellátása. A égések zöme enyhe és nem igényel kórházi kezelést, a súlyos sérülteket viszont erre felkészült égési centrumokban látják el, ahol megfelelő intenzív terápiás részleg működik, és elérhető a sebészi kezelés. Az ellátás korai fázisában az egyik legfontosabb teendő a megfelelő folyadékpótlás biztosítása, ezért égett sérültnél mielőbb vénát kell biztosítani. Általában elkerülik, hogy az égett bőrfelületen keresztül kelljen kanülálni a beteget. Az égési sérülés okozta folyadékveszteségre vonatkozóan többféle folyadékpótlási sémát is kidolgoztak, ezek közül a legismertebb a Parkland-formula. Ezek a képletek csak közelítő becslést adnak a szükséges pótolandó folyadék mennyiségéről, a pontos pótlás a beteg hemodinamikai paramétereinek monitorozásával lehetséges, így a folyadékpótlást akkor tekintik optimálisnak, ha a 30 kg-nál kisebb súlyú gyermek vizelete 1-2 ml/testsúlykilogramm/óra között; a 30 kg-nál nagyobb gyereké pedig 0,5-1 ml/testsúlykilogramm/óra közötti tartományban van.
| Néhány séma az égés okozta folyadékveszteség pótlására: | Néhány séma az égés okozta folyadékveszteség pótlására: |
| Formula                                                 | Képlet |
| ------------------------------------------------------- | --- |
| Parkland                                                | első 24 órányi folyadékpótlás (ml) = 4 x testtömeg (kilogramm) x égett testfelület (%) (Ennek egyik felét az első 8 órában, a második felét a következő 16 óra alatt.)               |
| Módosított Brooke                                       | első 24 órányi folyadékpótlás (ml) = 2 x testtömeg (kilogramm) x égett testfelület (%) (Ennek egyik felét az első 8 órában, a második felét a következő 16 óra alatt.)               |
| Galverston                                              | első 24 órányi folyadékpótlás = 5000 ml x égett testfelszín (m²) + 2000 ml x teljes testfelszín (m²) (Ennek egyik felét az első 8 órában, a második felét a következő 16 óra alatt.) |

Gyermekeknél a veszteség pótlása mellett szükséges fenntartó folyadékterápia is, amit a gyermek testsúlya alapján számolnak ki.
| Fenntartó folyadékszükséglet: | Fenntartó folyadékszükséglet:                                     |
| Testsúly                      | Szükséges folyadék óránként                                       |
| ----------------------------- | ----------------------------------------------------------------- |
| 0–10 kg                       | 4 ml / testsúly kg                                                |
| 11–20 kg                      | az első 10 kg-ra számított mennyiség + 2 ml / további testsúly kg |
| 20 kg felett                  | az első 20 kg-ra számított mennyiség + 1 ml / további testsúly kg |

### Alternatív gyógymódok
Már az ókori idők óta használnak mézet az égési sebek gyógyítására, és első- és másodfokú égési sérüléseknél eredményes lehet. Nincs meggyőző bizonyíték az aloe vera hatásosságára. Az ezüst-szulfadiazin eredményes lehet a fájdalom csillapításában, és egy 2007-es felülvizsgálat szerint a kezdeti megfigyelések gyorsabb gyógyulásra utaltak, az ezt követő 2012-es felülvizsgálat már nem állapított meg gyorsabb gyógyulást.
Nincs sok bizonyíték arra, hogy az E-vitamin elősegítené a keloidok és hegek gyógyulását. Vaj alkalmazása nem javasolt. Az alacsony jövedelmű országokban az égési sérülések csaknem egyharmad részét hagyományos gyógymódokkal kezelik, ezek körébe tartoznak például a pakolások tojással, sárral, levelekkel vagy tehéntrágyával. Műtéti kezelésre nem mindig van mód az anyagi források szűkössége vagy a beavatkozás korlátozott elérhetősége miatt. A gyógyszereken túlmenően számos más módszer is létezik a beavatkozással járó fájdalom és szorongás enyhítésére, többek között: virtuálisvalóság-terápia, hipnózis és magatartásra irányuló megközelítés, mint például a figyelemelterelő technikák.

## Prognózis
| Testfelszín % | Mortalitás |
| ------------- | ---------- |
| <10%          | 0,6%       |
| 10–20%        | 2,9%       |
| 20–30%        | 8,6%       |
| 30–40%        | 16%        |
| 40–50%        | 25%        |
| 50–60%        | 37%        |
| 60–70%        | 43%        |
| 70–80%        | 57%        |
| 80–90%        | 73%        |
| >90%          | 85%        |
| Belégzés      | 23%        |

A prognózis rosszabb a nagyobb kiterjedésű égési sérülést elszenvedettek, az idősebbek és a nők esetében. Az esetleges füstbelégzés okozta károsodás, az egyéb jelentékeny sérülések – mint például a hosszú csonttörések -, valamint a súlyos komorbiditás (pl. szívbetegség, cukorbetegség, pszichiátriai rendellenesség és öngyilkossági szándék) ugyancsak befolyásolja a prognózist. Az Egyesült Államokban az égési centrumokba felvett sérültek átlag 4%-a hal meg, a kimenetel az égési sérülés kiterjedésétől függően egyénenként változó. A testfelszínük 10%-ánál kisebb kiterjedésű égési sérülést elszenvedett fekvőbetegeknél a halálozási arány kevesebb mint 1%, míg a 90% feletti kiterjedésű égési sérüléseknél 85% a halálozási arány. Afganisztánban a testfelszínük több mint 60%-án égett betegek ritkán élik túl sérülésüket. A Baux-index régóta használt módszer a súlyos égési sérülések prognosztizálásában; a kezelések mára jobb színvonala miatt azonban már nem egészen pontos. A Baux-index az életkor és az égett testfelszín% összege, amely megközelítőleg megegyezik a halálozás kockázatával.

### Szövődmények
Különböző szövődmények léphetnek fel, ezek között a leggyakoribb a fertőzés. Gyakorisági sorrendben az esetleges szövődmények többek között a következők: tüdőgyulladás, cellulitisz, húgyúti fertőzések és légzési elégtelenség. A fertőzés rizikófaktorai többek között: a testfelszín 30%-át meghaladó égési sérülés, teljes mélységű égési sérülések, nagyon fiatal vagy nagyon idős kor, illetve a lábak vagy a gát (perineum) égési sérülései. Tüdőgyulladás különösen azok körében fordul elő gyakrabban, akik belégzés útján szenvedtek égési sérüléseket.
A testfelszín 10%-át meghaladó mértékű teljes mélységű égési sérüléseknél gyakori szövődmény a vérszegénység (anémia). Elektromos áram okozta égési sérülések következménye lehet a rekesz-szindróma vagy a rabdomiolízis, az izmok súlyos károsodása miatt. A lábszár vérereiben vérrögök keletkeznek a sérültek mintegy 6–25%-ánál. A súlyos égési sérülést követő, néha évekig is fennmaradó hipermetabolikus állapot következménye lehet a csontok sűrűségének csökkenése és az izomszövet sorvadása. Keloidok alakulhatnak ki az égés nyomán, különösen azoknál, akik fiatalabbak, vagy a bőrük sötétebb. Égési sérülés után gyermekeknél jelentős pszichológiai trauma és poszttraumatikus stressz szindróma jelentkezhet. A hegesedés miatt eltorzult önkép is kialakulhat a sérülteknél, testük tekintetében. A fejlődő világban a jelentős égési sérülések következménye lehet a társadalmi elszigetelődés és a súlyos nyomor, a gyermekeket pedig gyakran sorsukra hagyják.

### Az égési hegek utógondozása
A csapatmunkának kiemelt szerep jut az utókezelések alatt. A beteg hazabocsátásával nem ér véget a kezelés, a rehabilitáció egy-másfél évig is eltarthat, amíg a heg megérik. A fizikai rehabilitációban gyógytornász, a mentális, pszichés és szociális rehabilitációban pszichológus segíthet. Nagyon fontos a páciens és családjának együttműködése. A gyógyulás során gyakran bőrzsugorodás léphet fel, ezért a hazatérő betegnek tisztában kell lennie a megfelelő tisztálkodással és bőrápolással kapcsolatban. A heget és környékét hidratálni kell, különböző kenőcsök és gélek használata javasolt, pl. szilikongél. A sérült terület hónapokig fényérzékeny, ezért tanácsos magas faktorszámú napfényvédő szert alkalmazni. A hegkezelés része a méretre szabott kompressziós ruházat folyamatos viselése.

„
A rehabilitáció a sérült gyermek életének fontos szakasza. Saját égési ambulancián kerül sor a kötözésekre, a gyermekeket járóbeteg-ellátás keretében tornáztatjuk, és szükség esetén pszichoterápiás kezelésben részesítjük. A hegeket rendszeresen ellenőrizzük, hipertrófiás heg kialakulásakor kompressziós ruhát írunk fel, annak viselését és hatását ellenőrizzük. Funkciót gátló húzó hegek kialakulásakor korai hegkorrekciót végzünk. Folyamatos kontroll szükséges, mivel növekedésük következtében az addig békés hegek is húzó hegekké alakulhatnak.”

– Csorba Éva: A gyermekkori és fiatalkori égések kezelési stratégiája

## Epidemiológia
| nincs adat kevesebb mint 50 50–100 100–150 150–200 200–250 250–300 | 300–350 350–400 400–450 450–500 500–600 több mint 600 |

Egészségkárosodással korrigált életévek tűzeseteknél lakosra vonatkoztatva (2004-ben)
nincs adat
kevesebb mint 50
50–100
100–150
150–200
200–250
250–300
300–350
350–400
400–450
450–500
500–600
több mint 600

2004-es adatok szerint világszerte 11 millió égési sérülés igényelt orvosi ellátást és 300 000 eset végződött halállal. Ezzel a negyedik leggyakoribb sérülés a motorkerékpár-balesetek, esések és az erőszakos halálesetek mögött. Az égési sérülések mintegy 90%-a a fejlődő országokban fordul elő. Ezt részben a túlnépesedésnek, részben a nem biztonságos főzési megoldásoknak tulajdonítják. A halálos kimenetelű égési sérülések csaknem 60%-a Délkelet-Ázsiában történik, az arány 11,6:100 000.
A fejlett világban az égési sérülésből eredő halálozás kétszer annyi a felnőtt férfiaknál, mint a nőknél. Ennek oka valószínűleg az, hogy férfiak gyakrabban végeznek veszélyes foglalkozást és fokozott kockázatvállalással járó tevékenységeket. Sok fejlődő országban azonban a nőknél nagyobb az égési sérülés kockázata, mint a férfiaknál, gyakran konyhai balesetekkel vagy családon belüli erőszakkal összefüggésben. Gyermekeknél az égési sérülésből eredő halálozások száma a fejlődő országokban több mint tízszerese a fejlett országokban történő halálozásoknak. Összességében a gyermekek halálozásában az égési sérülés a tizenöt leggyakoribb kiváltó ok között szerepel. Az 1980-as évek és 2000 között sok országban tapasztalták a halálos kimenetelű égési sérülések számának és általában az égési sérülések előfordulásának visszaesését.

### Fejlett országok

Tűzben meghaltak száma lakosra számítva (2004-es adat)
nincs adat
kevesebb mint 1
1–2,25
2,25–3,5
3,5–4,75
4,75–6
6–7,25
7,25–8,5
8,5–9,75
9,75–11
11–12,25
12,25–13,5
több mint 13,5

Becslések szerint az Egyesült Államokban 500 000 égési sérültet kezelnek évente. 2008-ban az összes eset közül körülbelül 3300 végződött halállal. A legtöbb égési sérülés (70%) és égésből eredő haláleset a férfiak körében történik. A tűzesetekben elszenvedett égési sérülések legnagyobb számban a 18–35 éves kor között fordulnak elő, míg a forrázásos sérülések az 5 év alatti gyermekek és a 65 év feletti felnőttek körében a leggyakoribbak. Elektromos áram okozta égési sérülések következtében 1000 körüli a halálesetek száma évente. Villámcsapás körülbelül 60 ember halálát okozza évente. Európában a szándékosan okozott égési sérülések leggyakrabban a középkorú férfiak körében fordulnak elő.

### Égési sérülések Magyarországon
Magyarországon 100 000 lakosra számítva 1–1,5 halálos kimenetelű, 11–13 kórházi felvételt igénylő és 40–50 ambuláns kezeléssel megoldható égési sérülés történik évente, ami világviszonylatban alacsonynak mondható. Például 2002-ben 145 halálos tűzeset történt. Hasonlóan a fejlett országokhoz, a két leginkább érintett populáció az 5 évnél fiatalabb gyermekek, illetve a 65 év feletti felnőttek – a két csoport a veszélyhelyzetek fel nem ismerése és a korlátozott menekülési lehetőségek miatt túlreprezentált az égési sérülések vonatkozásában.

### Fejlődő országok
Indiában körülbelül 7-800 000 személy szenved súlyos égési sérülést évente, bár csak kevesen részesülnek ellátásban égésre specializálódott intézményeknél. Az égési sérülések a 16–35 éves kor közötti nőknél a leggyakoribbak. Ez részben a nem biztonságos konyhai körülményeknek és az Indiában hagyományos laza ruházatnak tudható be. Becslések szerint Indiában az égési sérülések egyharmadát okozza az, hogy a ruházat lángra kap. A családon belüli erőszak és az önbántalmazás mellett a szándékosan okozott égési sérülések is igen nagy gyakorisággal fordulnak elő a fiatal nők körében.

## Történelmi háttér

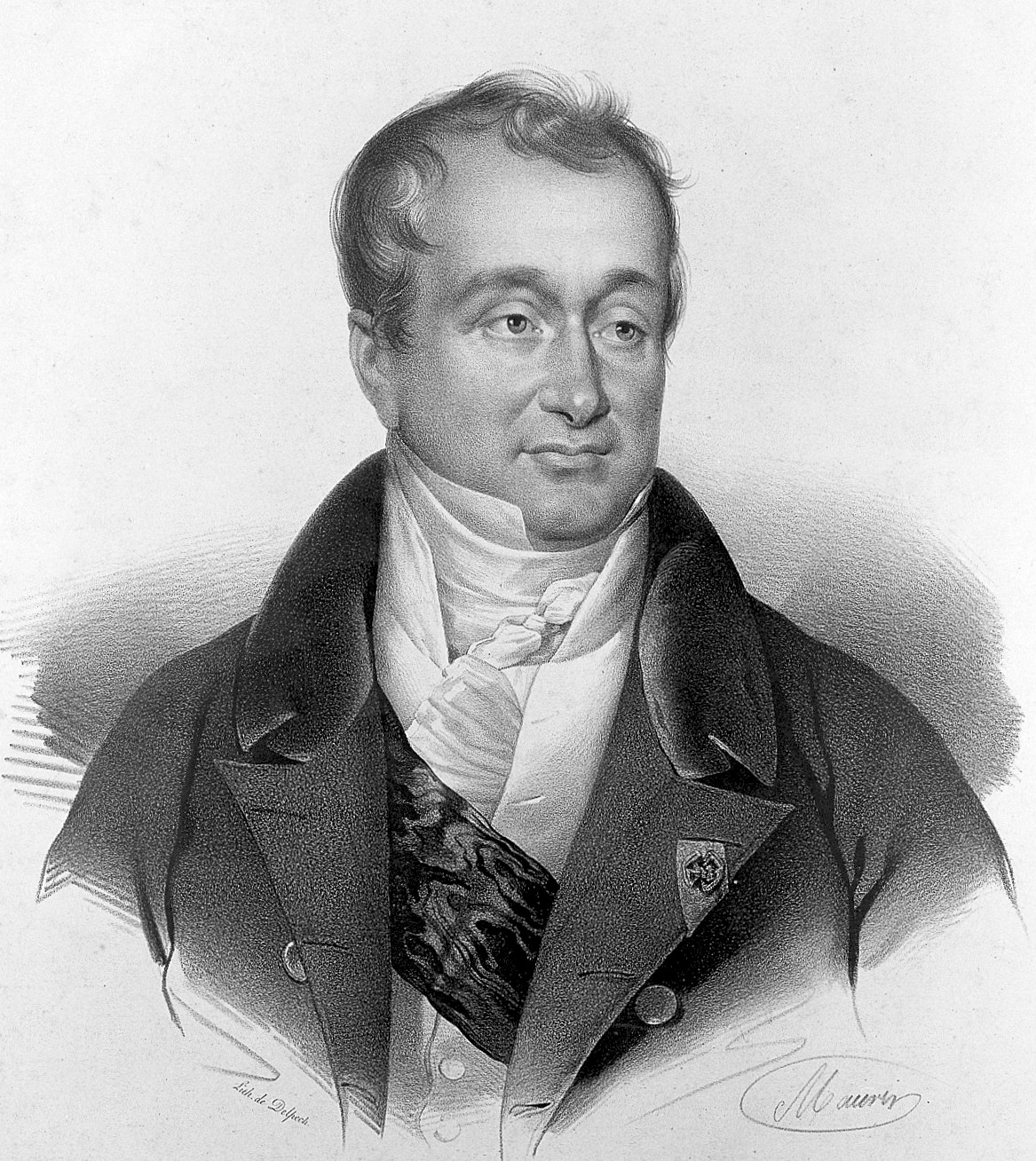
Guillaume Dupuytren (1777–1835)

Égési sérüléseket és azok kezelését már 3500 évesnél régebbi barlangfestményeken is megörökítettek. Az i. e. 1500-ból származó Edwin Smith-papirusz beszámol olyan gyógymódról, amelynek során mézet és gyantából kivont balzsamot alkalmaztak. Sok más gyógymódot is alkalmaztak az évszázadok során, például egy i. e. 600-ból származó dokumentum szerint a kínaiak a teacserje levelét használták, Hippokratész i. e. 400 körül beszámolt sertészsír és ecet használatáról, Celsus pedig az i. sz. 1. században bor és mirha alkalmazásáról írt. Az 1500-as években Ambroise Paré francia borbély-sebész számolt be elsőként az égési sérülések eltérő súlyossági fokairól.
Az égés kezelésében nagy jelentőségű volt Wilhelm Fabry német orvos Az égési sérülésekről 1607-ben megjelent hatvan oldalas könyve, amit később több nyelvre is lefordítottak. Ez volt az első olyan könyv, amely kizárólag az égési sérülésekkel foglalkozott. Benne megtalálható volt az égések fajtáinak leírása és az ezekre javasolt orvosi prognózisok is.
Guillaume Dupuytren 1832-ben az égési fokozatokat hat súlyossági fokra terjesztette ki. Ő volt az első abban, hogy az égési sérülés kiterjedése alapján állított fel prognózist.
Az első, égési sérülésekre szakosodott kórház 1843-ban nyílt meg Londonban, és a modern égési ellátás fejlődése az 1800-as évek végén vette kezdetét. Az első világháború alatt Henry D. Dakin és Alexis Carrel szabványokat dolgoztak ki az égési sérülések és sebek tisztítására és fertőtlenítésére nátrium-hipoklorit oldattal, ami jelentősen visszaszorította a halálozások gyakoriságát. Az 1940-es években ismerték el a korai kimetszés és bőrátültetés jelentőségét, és nagyjából ezzel egy időben dolgozták ki a folyadékreszuszcitációt és annak kémiai képleteit. Az 1970-es években kutatók szemléltették a nagy kiterjedésű égési sérüléseket követően beálló hipermetabolikus állapot jelentőségét.

## Fordítás
- Ez a szócikk részben vagy egészben  a   Burn című angol Wikipédia-szócikk ezen változatának fordításán alapul.  Az eredeti cikk szerkesztőit annak laptörténete sorolja fel. Ez a jelzés csupán a megfogalmazás eredetét és a szerzői jogokat jelzi, nem szolgál a cikkben szereplő információk forrásmegjelöléseként.